# Fuji LM-1 Nikko
Fuji LM-1 Nikko là một loại máy bay liên lạc hạng nhẹ do Fuji Heavy Industries thiết kế chế tạo trong thập niên 1950.

## Phát triển
Fuji đã chế tạo theo giấy phép 176 chiếc máy bay huấn luyện hai chỗ ngồi Beechcraft T-34 Mentor vào đầu thập niên 1950. Sau đó họ thiết kế lại chiếc T-34 thành một máy bay liên lạc bốn chỗ ngồi với tên gọi LM-1. Tổng cộng có 27 chiếc LM-1 được sản xuất trong giai đoạn 1955-1956.

## Lịch sử hoạt động
Lực lượng Phòng vệ Trên không Nhật Bản (JASDF) sử dụng LM-1 cho các nhiệm vụ chung và thông tin liên lạc. Sau khi ngừng hoạt động trong quân đội, một số chiếc LM-1 được bán trên thị trường dân dụng Hoa Kỳ và được các phi công dân sự lái với tên gọi "chim chiến".

## Biến thể
LM-1
Máy bay liên lạc bốn chỗ ngồi trang bị động cơ Continental cung cấp sức mạnh 168 kW (225 mã lực). Phiên bản này có 27 chiếc được sản xuất.
LM-2
Phiên bản sử dụng động cơ Lycoming sức mạnh 254 kW (340 mã lực). Phiên bản này có 2 chiếc được sản xuất.
RTAF-2
Một biến thể được phát triển bởi Thai Aviation Industries ở Thái Lan.
LM-11 Supernikko
Một phiên bản đề xuất mạnh mẽ hơn LM-1, sử dụng động cơ Lycoming GSO-480-B1A6 với sức mạnh 180 kW (240 mã lực); và được gọi là LM-2. 

## Thông số kỹ thuật (LM-1)
Dữ liệu lấy từ Green 1956, tr. 86

### Đặc điểm tổng quát
- Kíp lái: 1 người
- Sức chứa: 3 hành khách
- Chiều dài: 7,9 m (25 ft 11 in)
- Sải cánh: 9,98 m (32 ft 9 in)
- Chiều cao: 3,63 m (9 ft 7 in)
- Diện tích cánh: 16,5 m2 (177,6 ft2)
- Trọng lượng không tải: 1.013 kg (2.234 lb)
- Trọng lượng có tải: 1.531 kg (3.375 lb)
- Động cơ: 1 × động cơ pít-tông sáu xi lanh nằm đối diện theo chiều ngang làm mát bằng không khí Continental O-470, cung cấp sức mạnh 168 kW (225 mã lực)

### Hiệu suất bay
- Vận tốc tối đa: 298 km/h (185 dặm/giờ; 161 hải lý)
- Vận tốc bay hành trình: 253 km/h (157 dặm/giờ; 136 hải lý)
- Trần bay: 5.300 m (17.388 ft)